# Jürgen Kraus
Pour les articles homonymes, voir Kraus.
Jürgen Kraus (né le 6 janvier 1951 à Herford) est un historien militaire et conservateur de musée allemand.

## Biographie
Kraus est le fils d'un conseiller des douanes. Après l'école primaire et avoir obtenu son diplôme du lycée Frédéric d'Herford (de) en 1969, il effectue son service militaire de base dans les forces armées allemandes en 1970/71.
Il étudie ensuite l'histoire, les sciences sociales et l'histoire de l'art à l'Université de Münster. En 1976, il réussit le premier examen d'État pour les diplômes d'enseignement supérieur. Au semestre d'été 1979, il est avec Werner Hahlweg (de) à la faculté de philosophie avec la thèse Le système militaire de la ville impériale d'Augsbourg, 1548-1806. Études comparatives des installations militaires urbaines en Allemagne du 16 au 18. siècle pour le doctorat.
Il devient ensuite conservateur (plus tard conservateur en chef) spécialisé dans les uniformes et les drapeaux au musée de l'armée bavaroise (de) à Ingolstadt. Il y est consultant pour les archives de documents et de photos jusqu'à sa retraite en 2011. Il publie plusieurs livres d'histoire militaire, dont un manuel sur l'armée de l'Empire allemand.
Kraus est également membre du conseil d'administration de la Société allemande pour Heereskunde de 1994 à 2010.

## Travaux (sélection)
- Das Militärwesen der Reichsstadt Augsburg, 1548–1806. Vergleichende Untersuchungen über städtische Militäreinrichtungen in Deutschland vom 16.–18. Jahrhundert (= Abhandlungen zur Geschichte der Stadt Augsburg, Band 26) Mühlberger, Augsburg 1980,  (ISBN 3-921133-24-6).
- avec Erwin Schalkhausser: Sonderausstellung Der Erste Weltkrieg, Zeitgenössische Gemälde und Graphik (= Veröffentlichungen des Bayerischen Armeemuseums, Band 1). Verlag Donaukurier, Ingolstadt 1980,  (ISBN 3-920253-14-0).
- Sonderausstellung Das Bayerische Kadettenkorps 1756–1920 (= Veröffentlichungen des Bayerischen Armeemuseums, Band 3). Verlag Donaukurier, Ingolstadt 1981,  (ISBN 3-920253-15-9).
- Die feldgraue Uniformierung des deutschen Heeres 1907 bis 1918. 2 Bände, Biblio Verlag, Osnabrück 1999,  (ISBN 3-7648-2533-2).
- Handbuch der Verbände und Truppen des deutschen Heeres 1914–1918. 3 Bände, Verlag Militaria, Wien 2007–2010.
- avec Thomas Müller (de): Die deutschen Kolonial- und Schutztruppen. Von 1889 bis 1918. Geschichte, Uniformierung und Ausrüstung (= Kataloge des Bayerischen Armeemuseums Ingolstadt, Band 7). Verlag Militaria, Wien 2009,  (ISBN 978-3-902526-24-3).